# Виноградов, Иван Никифорович
Иван Никифорович Виноградов (1915—1978) — майор Советской Армии, участник Великой Отечественной войны, Герой Советского Союза (1944).

## Биография
Родился 24 апреля 1915 года в деревне Лесной Холм (ныне — Краснохолмский район Тверской области) в крестьянской семье. Окончил среднюю школу и школу фабрично-заводского ученичества в Ленинграде, после чего работал слесарем на заводе «Гидравлик». В 1936 году был призван на службу в Рабоче-крестьянскую Красную Армию. В 1940 году он окончил военную авиационную школу лётчиков в Энгельсе. С июня 1941 года — на фронтах Великой Отечественной войны. Принимал участие в боях на Калининском, Воронежском и 2-м Украинском фронтах.
23 августа 1941 года на самолёте «СБ» был атакован и сбит. Получив ожоги лица и рук, он дотянул самолёт до занятой советскими войсками территории и выпрыгнул вместе с экипажем, доставив затем ценные разведданные. Участвовал в освобождении Калининской области, битве на Курской дуге. Эскадрилья под его командованием совершила 38 боевых вылетов, уничтожив 24 танка, 28 автомашин, 5 зенитных орудий, 4 цистерны с топливом и большое количество живой силы. На Воронежском фронте эскадрилья под руководством Ивана Виноградова совершила 240 боевых вылетов без потерь личного состава, повредив и уничтожив при этом около 76 танков, 130 автомашин, 2 зенитных батареи, 15 цистерн с топливом, 4 склада с боеприпасами и около 1000 солдат и офицеров противника. 
К октябрю 1943 года будучи командиром эскадрильи 235-го штурмового авиаполка 264-й штурмовой авиадивизии 5-го штурмового авиационного корпуса 2-й воздушной армии Воронежского фронта в звании капитана совершил 102 боевых вылета, нанеся противнику большой урон в живой силе и технике.
Указом Президиума Верховного Совета СССР «О присвоении звания Героя Советского Союза офицерскому составу военно-воздушных сил Красной Армии» от 4 февраля 1944 года за «образцовое выполнение боевых заданий командования на фронте борьбы с немецкими захватчиками и проявленные при этом отвагу и геройство» был удостоен высокого звания Героя Советского Союза с вручением ордена Ленина и медали «Золотая Звезда» за номером 2852.
В дальнейшем стал штурманом авиационного полка, обучал лётчиков, продолжал участвовать в боевых вылетах. В 1946 году в звании майора он был уволен в запас. Работал в Монголии на строительстве железной дороги, затем в течение пяти лет работал на Куйбышевской ГРЭС, участвовал в её строительстве и запуске в эксплуатацию. Затем проживал в Ленинграде, работал в органах МВД СССР. Умер 2 апреля 1978 года.
Был также награждён тремя орденами Красного Знамени, орденами Александра Невского и Отечественной войны 1-й степени, а также рядом медалей.